# Campeonato Paulista de Futebol de 2021 - Série A2
A Série A2 do Campeonato Paulista de 2021, também conhecida como Paulistão A2 Sicredi, por motivos de patrocínio, foi a 75.ª edição desta competição futebolística organizada pela Federação Paulista de Futebol.
O título desta edição ficou com o São Bernardo FC, que se classificou na quinta posição; contudo, prosseguiu com eficiência nas fases eliminatórias, pelas quais superou Atibaia, Oeste e Água Santa. Este também garantiu o acesso para a primeira divisão de 2022. O feito significou o segundo título do São Bernardo na história desta competição. O treinador Ricardo Catalá dedicou o feito à Marcelo Veiga, ex-treinador do clube que faleceu em decorrência da  COVID-19.
O rebaixamento para a Série A3 foi definido na penúltima rodada da fase inicial, quando EC São Bernardo e Sertãozinho perderam os seus jogos e ocuparam as duas últimas últimas colocações.

## Formato e participantes
O regulamento da Série A2 do Campeonato Paulista permaneceu o mesmo do ano anterior: as dezesseis agremiações participantes se enfrentaram em turno único. Após quinze rodadas, os dois últimos colocados foram rebaixados para a terceira divisão, enquanto os oito primeiros se qualificaram para as quartas de final.
Além das doze agremiações que permaneceram no escalão na temporada anterior, a edição foi disputada por quatro novos integrantes. Água Santa e Oeste foram desqualificados da elite, enquanto EC São Bernardo e Velo Clube conseguiram o acesso da terceira divisão.
A edição também ficou marcada pela transmissão gratuita de jogos pelo Paulistão Play, uma plataforma online que exibiu as partidas não transmitidas pelo detentor dos direitos, o Grupo Globo.
| Equipe              | Cidade                | Estádio                  | Participações | Títulos                           | Ref.   |
| ------------------- | --------------------- | ------------------------ | ------------- | --------------------------------- | ------ |
| Água Santa          | Diadema               | Distrital do Inamar      | 3             | —                                 | [ 12 ] |
| Atibaia             | Atibaia               | Décio Vitta              | 2             | —                                 | [ 12 ] |
| Audax               | Osasco                | José Liberatti           | 6             | —                                 | [ 12 ] |
| EC São Bernardo     | São Bernardo do Campo | Primeiro de Maio         | 10            | —                                 | [ 12 ] |
| Juventus-SP         | São Paulo             | Conde Rodolfo Crespi     | 13            | 1 (2005)                          | [ 12 ] |
| Monte Azul          | Monte Azul Paulista   | Otacília Patrício Arroyo | 12            | 1 (2009)                          | [ 12 ] |
| Oeste               | Barueri               | Arena Barueri            | 9             | 1 (2003)                          | [ 12 ] |
| Portuguesa          | São Paulo             | Canindé                  | 7             | 2 (2007 e 2013)                   | [ 12 ] |
| Portuguesa Santista | Santos                | Ulrico Mursa             | 24            | 1 (1964)                          | [ 12 ] |
| Red Bull Brasil     | Bragança Paulista     | Nabi Abi Chedid          | 5             | —                                 | [ 12 ] |
| Rio Claro           | Rio Claro             | Augusto Schmidt Filho    | 27            | —                                 | [ 12 ] |
| São Bernardo        | São Bernardo do Campo | Primeiro de Maio         | 6             | 1 (2012)                          | [ 12 ] |
| Sertãozinho         | Sertãozinho           | Frederico Dalmaso        | 23            | —                                 | [ 12 ] |
| Taubaté             | Taubaté               | Joaquim de Morais Filho  | 36            | 2 (1954 e 1979                    | [ 12 ] |
| Velo Clube          | Rio Claro             | Benito Agnelo Castellano | 31            | —                                 | [ 12 ] |
| XV de Piracicaba    | Piracicaba            | Barão da Serra Negra     | 18            | 5 (1947, 1948, 1967, 1983 e 2011) | [ 12 ] |

## Resultados

### Primeira fase
- Portuguesa e Red Bull Brasil empataram no número de pontos. O posicionamento final foi determinado pelos critérios de desempate, o número de vitórias.
- Audax, Monte Azul e Taubaté empataram no número de pontos. O posicionamento final foi determinado pelos critérios de desempate, o saldo de gols.
- Fonte: ge

### Fases finais
|  | Quartas de final | Quartas de final | Quartas de final | Quartas de final |       |                   | Semifinais      | Semifinais      | Semifinais      | Semifinais      |  |                   | Final           | Final           | Final           | Final           |  |  |
|  | 18 e 21 de maio  | 18 e 21 de maio  | 18 e 21 de maio  | 18 e 21 de maio  |       |                   | 24 e 27 de maio | 24 e 27 de maio | 24 e 27 de maio | 24 e 27 de maio |  |                   | 29 e 31 de maio | 29 e 31 de maio | 29 e 31 de maio | 29 e 31 de maio |  |  |
|  |                  |                  |                  |                  |       |                   |                 |                 |                 |                 |  |                   |                 |                 |                 |                 |  |  |
|  | São Bernardo     | 1                | 1                | 2                |       |                   |                 |                 |                 |                 |  |                   |                 |                 |                 |                 |  |  |
|  | Atibaia          | 0                | 1                | 1                |       |                   |                 |                 |                 |                 |  |                   |                 |                 |                 |                 |  |  |
|  | Atibaia          | 0                | 1                | 1                |       | São Bernardo (p.) | 1               | 1               | 2 (5)           |                 |  |                   |                 |                 |                 |                 |  |  |
|  |                  |                  |                  |                  |       | São Bernardo (p.) | 1               | 1               | 2 (5)           |                 |  |                   |                 |                 |                 |                 |  |  |
|  |                  | Oeste            | 1                | 1                | 2 (3) |                   |                 |                 |                 |                 |  |                   |                 |                 |                 |                 |  |  |
|  | XV de Piracicaba | Oeste            | 1                | 1                | 2 (3) | 0                 | 1               | 1               |                 |                 |  |                   |                 |                 |                 |                 |  |  |
|  | XV de Piracicaba |                  |                  |                  |       | 0                 | 1               | 1               |                 |                 |  |                   |                 |                 |                 |                 |  |  |
|  | Oeste            | 0                | 2                | 2                |       |                   |                 |                 |                 |                 |  |                   |                 |                 |                 |                 |  |  |
|  | Oeste            | 0                | 2                | 2                |       |                   |                 |                 |                 |                 |  | São Bernardo (p.) | 0               | 2               | 2 (4)           |                 |  |  |
|  |                  |                  |                  |                  |       |                   |                 |                 |                 |                 |  | São Bernardo (p.) | 0               | 2               | 2 (4)           |                 |  |  |
|  |                  | Água Santa       | 0                | 2                | 2 (3) |                   |                 |                 |                 |                 |  |                   |                 |                 |                 |                 |  |  |
|  | Red Bull Brasil  | Água Santa       | 0                | 2                | 2 (3) | 1                 | 0               | 1               |                 |                 |  |                   |                 |                 |                 |                 |  |  |
|  | Red Bull Brasil  |                  |                  |                  |       | 1                 | 0               | 1               |                 |                 |  |                   |                 |                 |                 |                 |  |  |
|  | Rio Claro        | 2                | 0                | 2                |       |                   |                 |                 |                 |                 |  |                   |                 |                 |                 |                 |  |  |
|  | Rio Claro        | 2                | 0                | 2                |       | Rio Claro         | 0               | 2               | 2               |                 |  |                   |                 |                 |                 |                 |  |  |
|  |                  |                  |                  |                  |       | Rio Claro         | 0               | 2               | 2               |                 |  |                   |                 |                 |                 |                 |  |  |
|  |                  | Água Santa       | 2                | 2                | 4     |                   |                 |                 |                 |                 |  |                   |                 |                 |                 |                 |  |  |
|  | Portuguesa       | Água Santa       | 2                | 2                | 4     | 0                 | 2               | 2               |                 |                 |  |                   |                 |                 |                 |                 |  |  |
|  | Portuguesa       |                  |                  |                  |       | 0                 | 2               | 2               |                 |                 |  |                   |                 |                 |                 |                 |  |  |
|  | Água Santa       | 2                | 1                | 3                |       |                   |                 |                 |                 |                 |  |                   |                 |                 |                 |                 |  |  |

- Em itálico, os clubes que possuem o mando de jogo no confronto. Em negrito, os vencedores.
- Este chaveamento foi adaptado para uma melhor visualização.
- Fonte: ge